# Magister officiorum
Magister officiorum (na latinskom doslovno »Gospodar ureda«; na starogrčkom μάγιστρος τῶν ὀφφικίων, magistros tōn offikiōn) bila je jedna od najvažnijih administrativnih funkcija, odnosno titula u kasnom Rimskom Carstvu i prvim stoljećima Bizantskog Carstva. 
Iako neki povjesničari njen nastanak dovode u vezu s uvođenjem dominata pod Dioklecijanom 284. prvi potpuno pouzdani podaci govore da se 320. pojavila pod carem Konstantinom. On je uveo magistera kao službenika neposredno podređenog sebi, a koji je ispod sebe imao četiri različita ureda – sacra scrinia – od kojih je svaki na čelu imao vlastitog načelnika, odnosno magistera. Uredi su bili: scrinium memoriae (carski sekretarijat i arhiva),  scrinium epistularum (zadužen za vanjske poslove), scrinium libellorum (odgovaranje na žalbe i peticije podanika) i scrinium epistolarum Graecarum (zadužen za prevođenje dokumenata s latinskog na grčki i obrnuto). Funkcija je vrlo stekla izuzetnu važnost, dijelom zato što je njome Konstantin htio umanjiti dotadašnju važnost pretorijanskog prefekta. Godine 395. je pod Arkadijem magister officiorum dobio dodatne ovlasti – nad carskom gardom (Scholae Palatinae) i carskim arsenalima.
Nakon pada Zapadnog Rimskog Carstva funkciju su zadržali ostrogotski kraljevi Italije, dok se u Bizantu zadržala sve do 8. stoljeća kada je počela gubiti ovlasti i dobila tek ceremonijalno značenje. Potpuno je iščezla u 11. stoljeću.